# Terza pagina (programma televisivo)
Terza pagina è un programma televisivo italiano, in onda il sabato alle ore 18 su Rai 5 e in replica il lunedì notte su Rai 3, condotto dalla scrittrice Licia Troisi.

## Descrizione
Il programma racconta le notizie culturali della settimana, commentate insieme ad esponenti della cultura italiana che ne approfondiscono i temi dal punto di vista storico, artistico, economico, senza tralasciare uno sguardo alla cultura più popolare.
Oltre a Licia Troisi, partecipano come ospiti fissi in studio, Alessandro Masi, segretario generale della
Società Dante Alighieri, Emanuele Bevilacqua, massmediologo, Federica Gentile, giornalista e conduttrice radiofonica, Lucrezia Ercoli, filosofia e direttrice di Popsophia e Igiaba Scego, scrittrice ed editorialista. A questi, si aggiunge quasi sempre un ospite esterno, in qualità di esperto del tema trattato in puntata.
Il format del programma prevede che in ogni puntata siano lanciate tre rubriche di approfondimento: una da New York, affidata al giornalista e professore Antonio Monda, una su teatro e media a cura del conduttore televisivo Arnaldo Colasanti e, dall’edizione 2021-22, una dedicata alle opere prime di grandi scrittori intitolata “La Prima Volta”, a cura dello scrittore e giornalista, Marco Onnembo.

## Il programma
Il programma viene realizzato dallo studio TV4 del Centro di produzione Rai di Via Teulada 66 a Roma.